# Радуга (приток Рени)
Радуга — река в России, протекает по Сандовскому и Весьегонскому районам Тверской области. Устье реки находится в 51 км от устья Рени по левому берегу. Длина реки составляет 35 км, площадь водосборного бассейна — 147 км².

## Данные водного реестра
По данным государственного водного реестра России относится к Верхневолжскому бассейновому округу, водохозяйственный участок реки — Рыбинское водохранилище до Рыбинского гидроузла и впадающие в него реки, без рек Молога, Суда и Шексна от истока до Шекснинского гидроузла, речной подбассейн реки — Реки бассейна Рыбинского водохранилища. Речной бассейн реки — (Верхняя) Волга до Куйбышевского водохранилища (без бассейна Оки).
Код объекта в государственном водном реестре — 08010200412110000005108.